# Prix Goya du meilleur montage

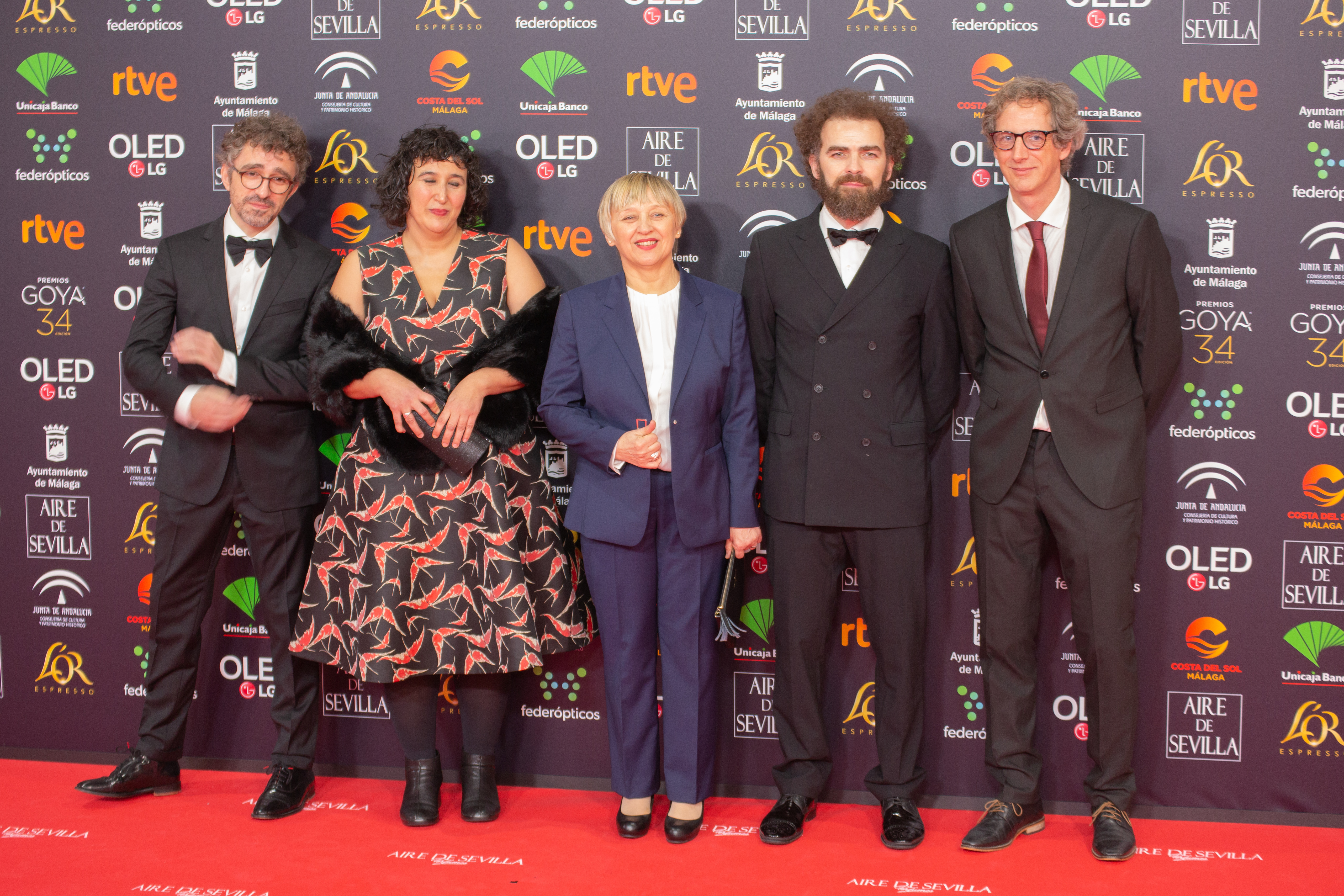
Les nommés pour le meilleur montage sur le tapis rouge du gala des Goya Awards 2020 à Malaga. De gauche à droite : Alberto del Campo, Carolina Martínez Urbano, Teresa Font, Raúl López et Laurent Dufreche.

Les prix Goya ont été créés par l'Academia de las artes y las ciencias cinematográficas de España en 1986.
Les monteurs qui ont obtenu le plus de Goyas sont :
- Pablo Blanco (3 récompenses)
- Pablo González del Amo (3 récompenses)
- José Salcedo (3 récompenses)

## Lauréats

### Années 1980
- 1987 : Eduardo Biurrun pour Banter
  - Pablo G. del Amo pour El viaje a ninguna parte
  - José Luis Matesanz pour Werther
- 1988 : Pablo González del Amo pour Divinas palabras
  - Julio Peña pour La estanquera de Vallecas
  - José Luis Matesanz pour Mi general
- 1989 : José Salcedo pour Femmes au bord de la crise de nerfs (Mujeres al borde de un ataque de nervios)
  - José Salcedo pour Baton Rouge
  - Teresa Font pour Berlín Blues
  - Pedro del Rey pour El Dorado
  - José Salcedo pour Remando al viento

### Années 1990
- 1990 : Carmen Frías pour Le Rêve du singe fou (El sueño del mono loco)
  - Pablo G. del Amo pour El mar y el tiempo
  - Raúl Román pour El niño de la luna
  - Pedro del Rey pour La Nuit obscure (La noche oscura)
  - Pablo G. del Amo pour Le Marquis d'Esquilache (Esquilache)
  - José Antonio Rojo pour Montoyas y Tarantos
- 1991 : Pablo González del Amo pour ¡Ay, Carmela!
  - José Salcedo pour Attache-moi ! (¡Átame!)
  - Rosario Sáinz de Rozas pour Lettres d'Alou (Las cartas de Alou)
- 1992 : José Luis Matesanz pour Beltenebros
  - Teresa Font pour Amants (Amantes)
  - José Salcedo pour Talons aiguilles (Tacones lejanos)
- 1993 : Carmen Frías pour Belle Époque
  - Pablo Blanco pour Action mutante (Acción mutante)
  - José Salcedo pour Le Maître d'escrime (El maestro de esgrima)
- 1994 : Pablo González del Amo pour Tirano Banderas
  - Teresa Font pour Intruso
  - Pablo Blanco pour La madre muerta
- 1995 : Teresa Font pour Días contados
  - Miguel González Sinde pour Canción de cuna
  - José Salcedo pour El detective y la muerte
- 1996 : José Salcedo pour Personne ne parlera de nous quand nous serons mortes (Nadie hablará de nosotras cuando hayamos muerto)
  - Guillermo Represa pour Bouche à bouche (Boca a boca)
  - Teresa Font pour Le Jour de la bête (El día de la bestia)
- 1997 : María Elena Sainz de Rozas pour Tesis
  - Pablo Blanco et Fidel Collados pour Asaltar los cielos
  - Pablo G. del Amo pour Le Chien du jardinier (El perro del hortelano)
- 1998 : Pablo Blanco pour Airbag
  - José María Biurrún pour El color de las nubes
  - Rosario Sáinz de Rozas pour Les Secrets du cœur (Secretos del corazón)
- 1999 : Iván Aledo pour Les Amants du cercle polaire (Los amantes del círculo polar)
  - Miguel González Sinde pour El abuelo
  - Carmen Frías pour La Fille de tes rêves (La niña de tus ojos)
  - María Elena Sáinz de Rozas pour Ouvre les yeux (Abre los ojos)

### Années 2000
- 2000 : José Salcedo pour Tout sur ma mère (Todo sobre mi madre)
  - Julia Juaniz pour Goya à Bordeaux (Goya en Burdeos)
  - Ignacio Cayetano Rodriguez pour La Langue des papillons (La lengua de las mariposas)
  - Fernando Pardo pour Solas
- 2001 : Miguel González-Sinde pour You're the One (una historia de entonces)
  - Carmen Frías pour Calle 54
  - José Salcedo pour Leo
  - Alejandro Lázaro pour Mes chers voisins (La comunidad)
- 2002 : Nacho Ruiz Capillas pour Les Autres (The Others)
  - Teresa Font pour Juana la Loca
  - Iván Aledo pour Lucia et le Sexe (Lucía y el sexo)
  - José Salcedo pour Sans nouvelles de Dieu (Sin noticias de Dios)
- 2003 : Ángel Hernández Zoido pour Box 507 (La caja 507)
  - Alejandro Lázaro pour 800 Balles (800 balas)
  - Ernest Blasi pour Aro Tolbukhin - En la mente del asesino
  - Nacho Ruiz Capillas pour Les Lundis au soleil (Los lunes al sol)
- 2004 : Iván Aledo pour Mortadel et Filémon (La gran aventura de Mortadelo y Filemón)
  - Teresa Font pour Carmen
  - Rosario Sáinz de Rozas pour Jours de foot (Días de fútbol)
  - Ángel Hernández Zoido pour Ne dis rien (Te doy mis ojos)
- 2005 : Guillermo Maldonado pour El Lobo
  - Antonio Pérez Reina pour Frío sol de invierno
  - José María Biurrún pour Horas de luz
  - Iván Aledo pour Piégés (Incautos)
- 2006 : Fernando Pardo pour Habana Blues
  - Julia Juaniz pour Iberia
  - Iván Aledo pour La Méthode (El método)
  - Miguel González Sinde pour Ninette
- 2007 : Bernat Vilaplana pour Le Labyrinthe de Pan (El laberinto del fauno)
  - José Salcedo pour Capitaine Alatriste (Alatriste)
  - Iván Aledo pour Los Borgia
  - Santy Borricón et Aixalà pour Salvador (Puig Antich)
- 2008 : David Gallart pour Rec
  - Elena Ruiz pour L'Orphelinat (El orfanato)
  - Fernando Pardo pour Las 13 rosas
  - Nacho Ruiz Capillas pour Siete mesas de billar francés
- 2009 : Alejandro Lázaro pour Crimes à Oxford (The Oxford Murders)
  - Nacho Ruiz Capillas pour Los girasoles ciegos
  - Iván Aledo pour Mortadelo y Filemón. Misión: salvar la Tierra
  - José Salcedo pour Venganza (Sólo quiero caminar)

### Années 2010
- 2010 : Mapa Pastor pour Cellule 211 (Celda 211)
  - Nacho Ruiz Capillas pour Agora
  - Carmen Frías pour El baile de la Victoria
  - Nacho Ruiz Capillas et David Pinillos pour Gordos
- 2011 : Rodrigo Cortés pour Buried
  - Alejandro Lázaro pour Balada triste (Balada triste de trompeta)
  - Stephen Mirrione pour Biutiful
  - Ángel Hernández Zoido pour Même la pluie (También la lluvia)
- 2012 : Pablo Blanco pour Pas de répit pour les damnés (No habrá paz para los malvados)
  - David Gallart pour Blackthorn
  - Elena Ruiz pour Eva
  - José Salcedo pour La piel que habito
- 2013 : Bernat Vilaplana et Elena Ruiz pour The Impossible (Lo imposible)
  - Fernando Franco pour Blancanieves
  - José M. G. Moyano pour Groupe d'élite (Grupo 7)
  - David Pinillos et Antonio Frutos pour Invasion (Invasor)
  - Marta Velasco pour L'Artiste et son modèle (El artista y la modelo)
- 2014 : Pablo Blanco pour Les Sorcières de Zugarramurdi (Las brujas de Zugarramurdi)
  - Alberto de Toro pour 3 Mariages de trop (Tres bodas de más)
  - Nacho Ruiz Capillas pour La gran familia española
  - David Pinillos pour La herida
- 2015 : José M. G. Moyano pour La isla mínima
  - Mapa Pastor pour El Niño
  - Pablo Barbieri Carrera et Damián Szifrón pour Les Nouveaux Sauvages (Relatos salvajes)
  - José M. G. Moyano et Darío García García pour Paco de Lucía : Légende du flamenco (Paco de Lucía: La búsqueda)
- 2016 : Jorge Coira pour Appel inconnu (El desconocido)
  - Nacho Ruiz Capillas pour Un jour comme un autre (A Perfect Day)
  - David Gallart pour Requisitos para ser una persona normal
  - Pablo Barbieri Carrera pour Truman
- 2017 : Bernat Vilaplana et Jaume Martí pour Quelques minutes après minuit (A Monster Calls)
  - José M. G. Moyano pour L'Homme aux mille visages (El hombre de las mil caras)
  - Ángel Hernández Zoido pour La Colère d'un homme patient (Tarde para la ira)
  - Alberto del Campo et Fernando Franco pour Que Dios nos perdone
- 2018 : Laurent Dufreche et Raúl López pour Handia
  - David Gallart pour Abracadabra
  - Bernat Aragonés pour The Bookshop
  - Ana Pfaff et Didac Palou pour Été 93 (Estiu 93)
- 2019 : Alberto del Campo pour El reino
  - Javier Fesser pour Champions (Campeones)
  - Hayedeh Safiyari pour Everybody Knows (Todos lo saben)
  - Fernando Franco pour Voyage autour de la chambre d'une mère (Viaje al cuarto de una madre)

### Années 2020
- 2020 : Teresa Font pour Douleur et Gloire (Dolor y gloria)
  - Carolina Martínez Urbina pour Lettre à Franco (Mientras dure la guerra)
  - Alberto del Campo pour Madre
  - Laurent Dufreche et Raúl López pour Une vie secrète (La trinchera infinita)
- 2021 : Sergio Jiménez pour El año del descubrimiento
  - Jaime Colis pour Adú
  - Fernando Franco et Miguel Doblado pour Black Beach
  - Sofia Escudé pour Las niñas
- 2022 : Vanessa Marimbert pour El buen patrón
  - Antonio Frutos pour Froid mortel (Bajocero)
  - Miguel Doblado pour Josefina
  - Nacho Ruiz Capillas pour Les Repentis (Maixabel)

- 2023 : Alberto del Campo pour As bestas
  - Ana Pfaff pour Nos soleils (Alcarràs)
  - Andrés Gil pour Lullaby (Cinco lobitos)
  - José M. G. Moyano pour Prison 77 (Modelo 77)
  - Fernando Franco et Sergi Díes pour Un an, une nuit (Un año, una noche)

- 2024 : Andrés Gil et Jaume Martí pour Le Cercle des neiges (La sociedad de la nieve)
  - Raúl Barreras pour 20000 espèces d'abeilles (20.000 especies de abejas)
  - Ascen Marchena pour Fermer les yeux (Cerrar los ojos)
  - Fátima de los Santos pour Mamacruz
  - Fernando Franco pour Mon ami robot (Robot Dreams)

- 2025 : Le Retour de Saturne (Segundo Premio)
  - El 47
  - La estrella azul
  - La Infiltrada
  - Los pequeños amores (es)